# توج (خوسف)
توج یک روستا در ایران است که در دهستان جلگه ماژان شهرستان خوسف واقع شده‌است. توج ۱۶ نفر جمعیت دارد.